# Paul Schlesinger

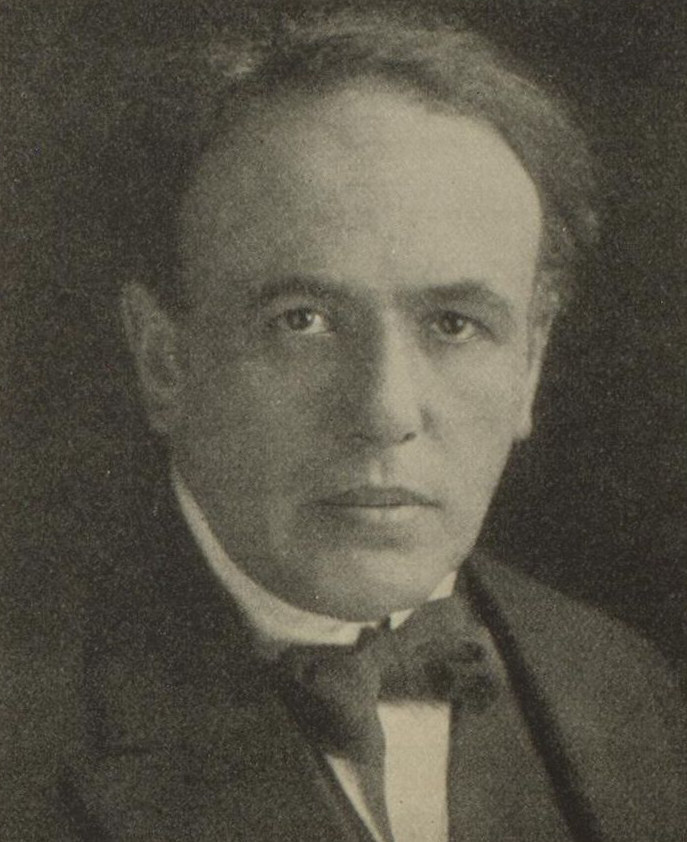
Paul Schlesinger, um 1927

Paul Felix Schlesinger (* 11. Mai 1878 in Berlin; † 22. Mai 1928 ebenda) war ein deutscher Gerichtsreporter, der bekannteste der Weimarer Republik. Er veröffentlichte seine Reportagen unter dem Kürzel Sling.

## Leben
Schlesinger ging  zunächst in einer Textilfirma in die Lehre. Nach eigener Darstellung nahm ihn Hausdiener „Justav“ in den Arbeitspausen zuweilen mit in das nahegelegene Kriminalgericht Moabit. Später brach Schlesinger die Ausbildung ab. In München machte er Kabarett und arbeitete als Journalist für den Ullstein Verlag. Nach Stationen in Frankreich und in der Schweiz, wo er während des Krieges das Berner Büro der Vossischen Zeitung leitete, kehrte Schlesinger nach Berlin zurück und wurde 1921 Gerichtsreporter der Vossischen Zeitung. Nebenbei versuchte er sich auch als Lustspiel- und Komödiendichter, als Kinderbuchautor und als Musik- und Theaterkritiker.
Am 22. Mai 1928, wenige Tage nach seinem 50. Geburtstag, starb Schlesinger überraschend an einem Herzinfarkt. Seine letzte Ruhestätte fand er auf dem Südwestkirchhof Stahnsdorf.

## Werk
Schlesinger prägte mit seinen feuilletonistischen Gerichtsreportagen ein ganzes Genre. Er vermied den Protokollstil ebenso wie die reißerische Kolportage, sondern gestaltete seine Prozessberichte wie Miniaturdramen aus dem Justizalltag, durchsetzt mit Ironie und gelegentlichem Spott. Schlesinger verzichtete dabei bewusst auf den Anspruch der objektiven Darstellung:

„Ich bin gewiss imstande, ich habe es gelernt, den Bericht zu schreiben, den man im Grunde deshalb objektiv nennt, weil der die Ansicht des Richters ausspricht oder ihr wenigstens nahe zu kommen versucht. Aber ‚richtig‘ ist dieser richteroffiziöse Bericht schon deshalb nicht, weil im Gericht ebenso wenig was richtig ist wie sonst im Leben. Wie oft möchte man sich einmischen, nur weil der Angeklagte nicht die Sprache des Richters, der nicht die Sprache des Angeklagten versteht.“

Schlesingers Stärke war sein Verständnis für die Schwächen aller am Strafverfahren Beteiligten und seine Skepsis gegenüber dem Strafsystem. Seine Zweifel fasste er 1926 in einem seither immer wieder zitierten Text für die Vossische Zeitung zusammen:

„Der Mensch, der schießt, ist ebenso unschuldig wie der Kessel, der explodiert, die Eisenbahnschiene, die sich verbiegt, der Blitz, der einschlägt, die Lawine, die verschüttet. Alles tötet den Menschen, auch der Mensch tötet den Menschen. […] Den Kaffeekessel, der explodiert, schickt man zum Klempner, den Menschen ins Gefängnis. Eine Weile hat man sich vorgestellt, der Mensch könnte die Gelegenheit benutzen, sich im Gefängnis zu bessern. Man hat aber die Erfahrung gemacht, dass von dieser Gelegenheit höchst selten Gebrauch gemacht wird, dass der Mensch vielmehr in den meisten Fällen völlig verdorben zur Menschheit zurückkehrt. Man erzielte, auf den Kaffeekessel angewendet, die Wirkung, als ob man ihn nicht zum Klempner schickt, sondern nun erst recht mit den Füßen zertrampelt und auf den Kehricht geworfen hätte. […] Nutzlosigkeit der Strafe (im Sinne der Besserung) und die Unschuld des Menschen gäben uns ja eigentlich Veranlassung, dieses Strafgesetzbuch zu zerreißen; aber wir tun es nicht, denn noch blieb ein Strafzweck übrig: die Abschreckung. Seitdem strafen wir Unschuldige, um andere Unschuldige von der Explosion abzuschrecken.“

Für die Arbeit der Rechtsanwälte fand Schlesinger ebenso differenzierende Worte wie für die Richter. Unter der Überschrift „Der erschöpfte Richter“ beschrieb er einen Vorsitzenden, der versucht, Streitigkeiten zwischen den Parteien durch Vergleiche zu lösen: „Er ‚vergleicht‘ mit so viel Leidenschaft, wie andere sich beleidigen. Sein Letztes an Güte und Menschenfreundlichkeit muss er hergeben, um das Widerwärtige im Zaum zu halten.“
Zugleich scheute sich Schlesinger nicht, in Einzelfällen personelle Umbesetzungen im Landgericht Berlin-Moabit zu fordern und durchzusetzen, so zum Beispiel 1927 im Zusammenhang mit dem Prozess um die „Steglitzer Schülertragödie“. In zahlreichen Artikeln wandte er sich außerdem gegen die gängige Eidespraxis der Zeit. Es war üblich, die Zeugen grundsätzlich zu vereidigen – auch in einfachen Prozessen, in denen es um Bagatellstraftaten ging. Die Folge waren zahlreiche Meineidsprozesse gegen Menschen, die sich – überfordert von der Situation in der Verhandlung – zu Falschaussagen hinreißen ließen und diese auch noch beeideten. Ihnen drohten Strafen von ein bis zu zehn Jahren. Schlesingers Berichte führten schließlich zu einer Änderung dieser Praxis und zur Herabsetzung des Strafrahmens.
So wurde Schlesinger zum einflussreichsten Gerichtsreporter der 1920er Jahre. Seine Haltung trug ihm den Ruf ein, das „Gewissen von Moabit“ zu sein.
Unter dem Titel „Richter und Gerichtete“ erschien schon kurz nach seinem Tod eine Auswahl seiner zwischen 1921 und 1928 erschienenen Reportagen unter seinem bekannten Kürzel Sling. Herausgeber war Robert M. W. Kempner, später Ankläger der USA im Nürnberger Prozess gegen die NS-Kriegsverbrecher. Das Vorwort schrieb der frühere Justizminister Gustav Radbruch.
Diese und ähnliche Sammlungen mit Arbeiten Slings wurden später auch in der Bundesrepublik und in der DDR aufgelegt. Heribert Prantl, bei der Süddeutschen Zeitung auf Rechtsthemen spezialisiert, schrieb über Sling: „Seine Prozessberichte waren Miniaturdramen aus dem Justizalltag, durchsetzt mit Spott, Ironie und kluger Belehrung.“ Gerhard Mauz, langjähriger Spiegel-Gerichtsreporter, nannte Schlesinger den „einzigen wirklich legendären Gerichtsberichterstatter Deutschlands.“
- Anekdoten, S. 119–155 in: Hermann Sinsheimer, Lion Feuchtwanger, Fritz Cassirer, Paul Schlesinger: An den Wassern von Babylon. Ein fast heiteres Judenbüchlein. München 1920 (online – Internet Archive)

## Artikelsammlungen
- Sling: Richter und Gerichtete, hrsg. von Robert M. W. Kempner. Vorwort Gustav Radbruch, Ullstein. Berlin 1929
  - Richter und Gerichtete. Neu eingeleitet und kommentiert von Robert M. W. Kempner, Rogner & Bernhard, München 1969, Taschenbuch dtv 1977.
- Sling: Die Nase der Sphinx oder Wie wir Berliner so sind, hrsg. von Ruth Greuner. Berlin. Buchverlag Der Morgen 1987. ISBN 3-371-00064-8.
- Sling: Der Fassadenkletterer vom „Kaiserhof“, hrsg. von Ruth Greuner. Berlin. Verlag Das Neue Berlin 1988. ISBN 3-360-00240-7.
- Sling: Der Mensch, der schießt. Berichte aus dem Gerichtssaal. (Hrsg. Axel von Ernst, Nachwort Hans Holzhaider), Lilienfeld Verlag, Düsseldorf 2013, ISBN 978-3-940357-27-4; E-Book: ISBN 978-3-940357-40-3.
- Sling: Das Sling-Buch. Ullstein, Berlin 1924

## Theaterstücke
- Der dreimal tote Peter. Eine Komödie nach dem alten Pitaval. Berlin, Propyläen 1927